# 梅南座
梅南座（ばいなんざ）は、大阪府大阪市西成区にある大衆演劇・劇場である。

## 概要
- 公演時間：昼の部 12:00 - 、夜の部 17:30 -
- 入場料金：大人1,300円、子供1,000円（指定席プラス300円）

## 所在地
- 大阪府大阪市西成区梅南1丁目8-21

## アクセス
- Osaka Metro四つ橋線 花園町駅徒歩5分
- 南海電気鉄道高野線（汐見橋線）西天下茶屋駅徒歩8分
- 大阪シティバス 梅南二丁目停留所徒歩1分

## その他
- 西成区には、梅南座以外の大衆演劇・劇場に、鈴成座とオーエス劇場がある。